# Augustinerchorherrenstift St. Nikola (Passau)

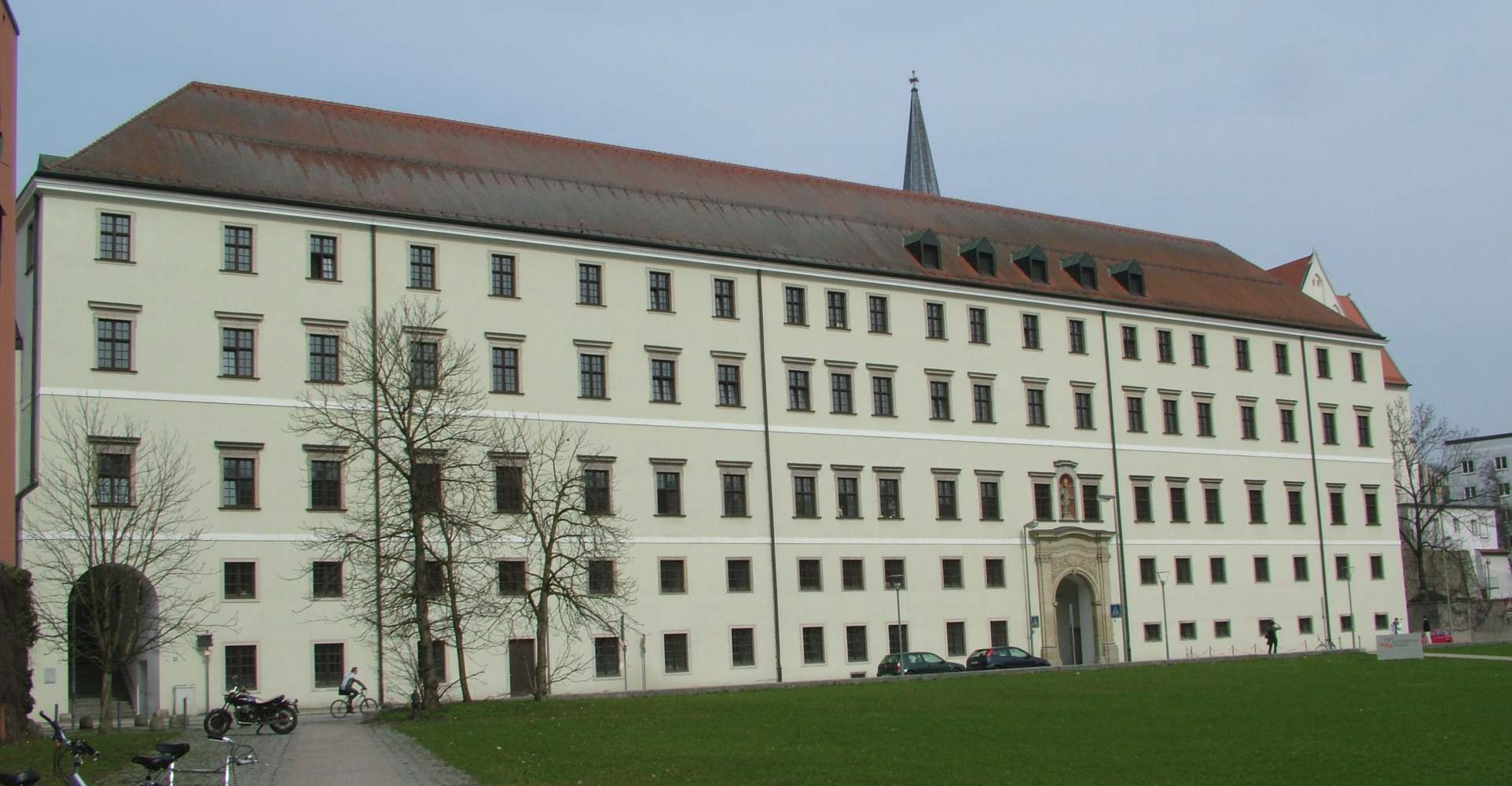
Das ehemalige St. Nikolakloster

Das Stift St. Nikola ist ein ehemaliges Kloster der Augustiner-Chorherren und heutiges Mutterhaus der Deutschordensschwestern in Passau.

## Geschichte

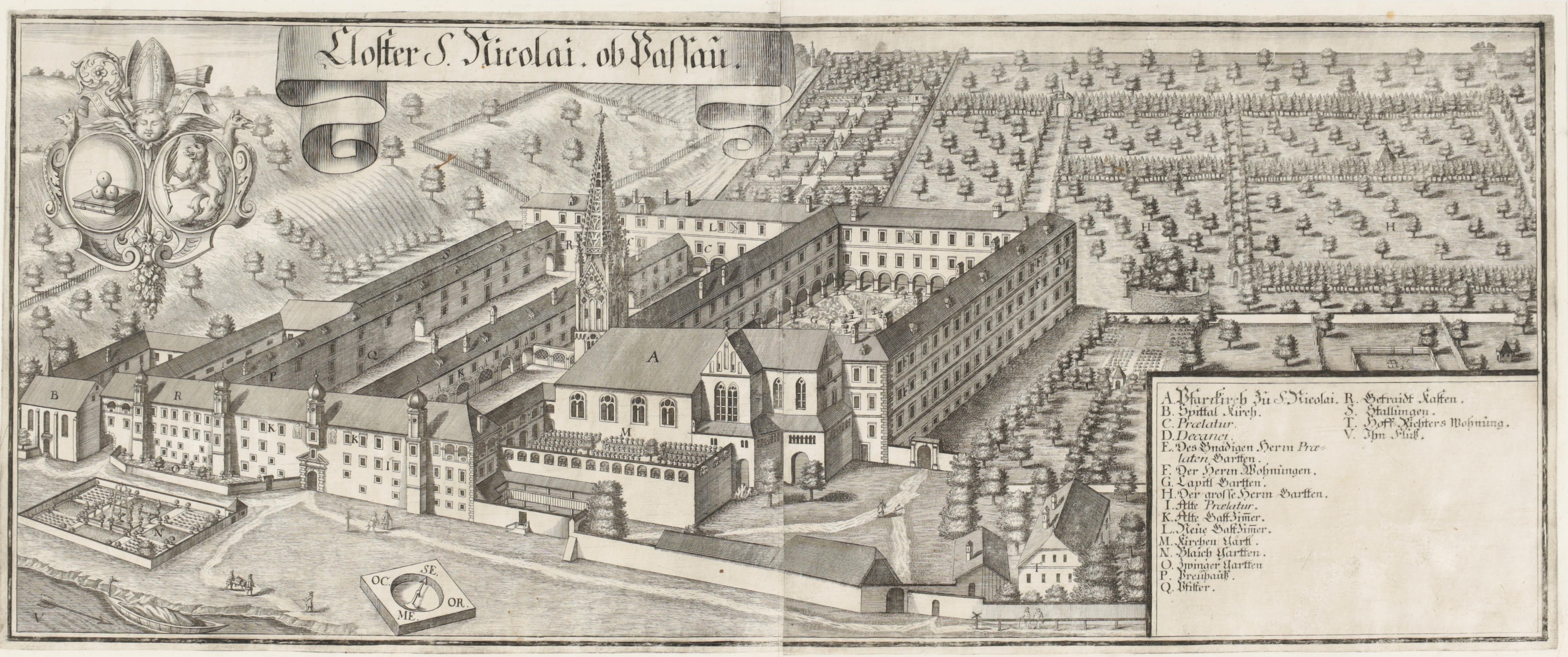
Michael Wening: Kloster St. Nikola, Anfang des 18. Jahrhunderts

St. Nikola wurde um 1070 (30. September 1067 nach dem Stifterbrief, 3. März 1072 nach dem Privileg von Papst Alexander II.) von Bischof Altmann von Passau, dem ehemaligen Kapellan der Kaiserin Agnes  gestiftet. Bald nach der Gründung geriet das Kloster in die Wirren des Investiturstreits und die Kanoniker des Stifts wurden vertrieben. 1111 scheint das Stift wiederbegründet worden zu sein, was durch eine Besitzurkunde von Kaiser Heinrich V. bestätigt wird. Durch den Übergang der Vogteirechte von den Formbacher-Viechtensteinern an die Ortenburger, die von den Herzögen von Bayern verdrängt wurden, verloren die Passauer Bischöfe das Stift 1248 an die bayerischen Herzöge. So lag im Gegensatz zum fürstbischöflichen Passau der Klosterkomplex auf dem Gebiet Bayerns.
Das Klosterleben gab im 15. Jahrhundert Anlass zu Kritik, wie in einer Visitation durch Nikolaus Cusanus festgestellt wurde. Im 16. Jahrhundert wurde St. Nikola von der Reformation erfasst, der Propst Thomas Gunner trat zur Lehre Luthers über, musste aber 1556 nach Österreich fliehen. Erst im Laufe weiterer Jahre konnte dort die Gegenreformation Fuß fassen, was durch den päpstlichen Nuntius Ninguarda 1581 bei seiner Visitation bestätigt wurde. Seit dem Propst Claudius Aichel (1666–1683) bekamen die Äbte des Klosters das Recht, die Mitra zu tragen.

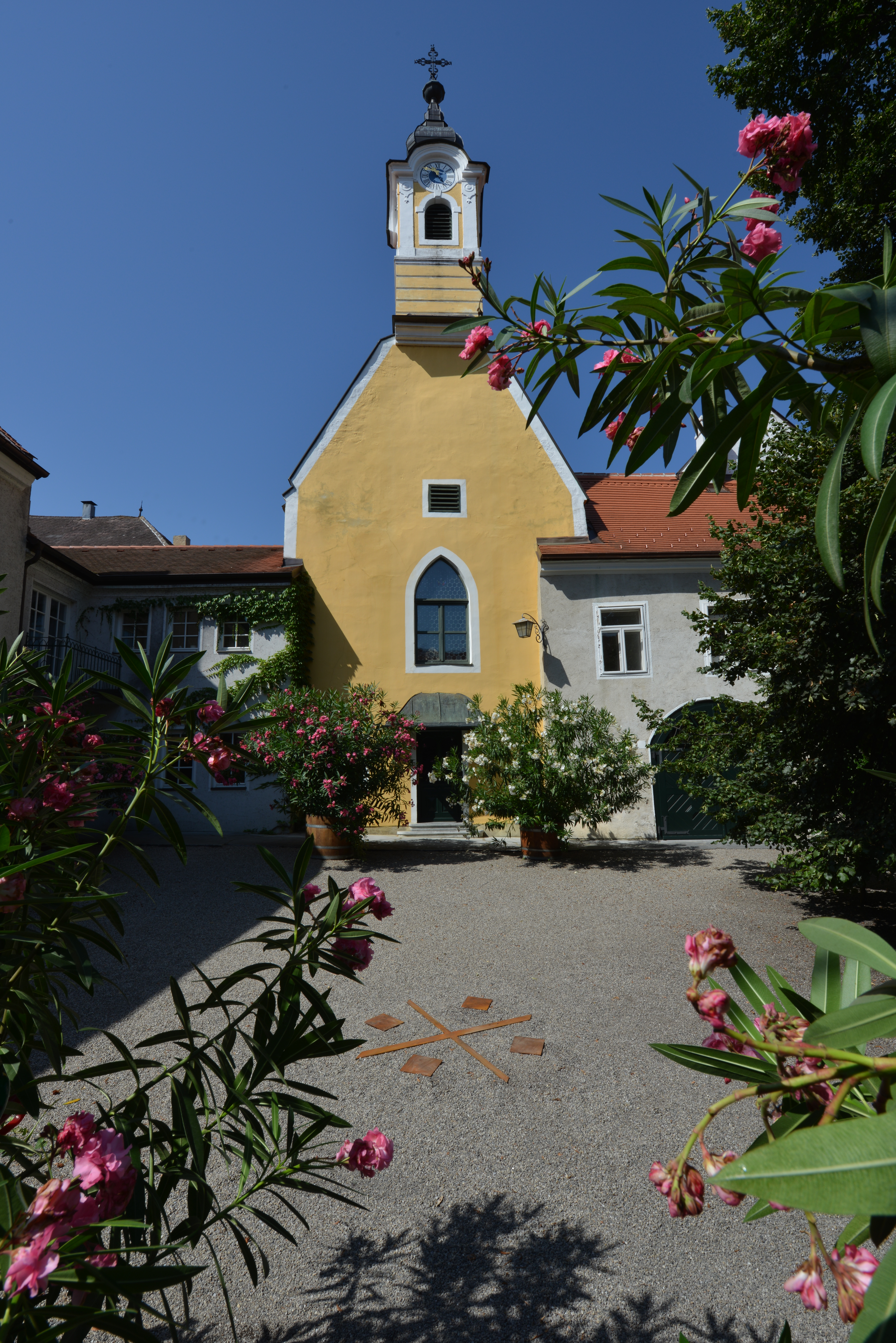
Nikolaihof in Mautern an der Donau

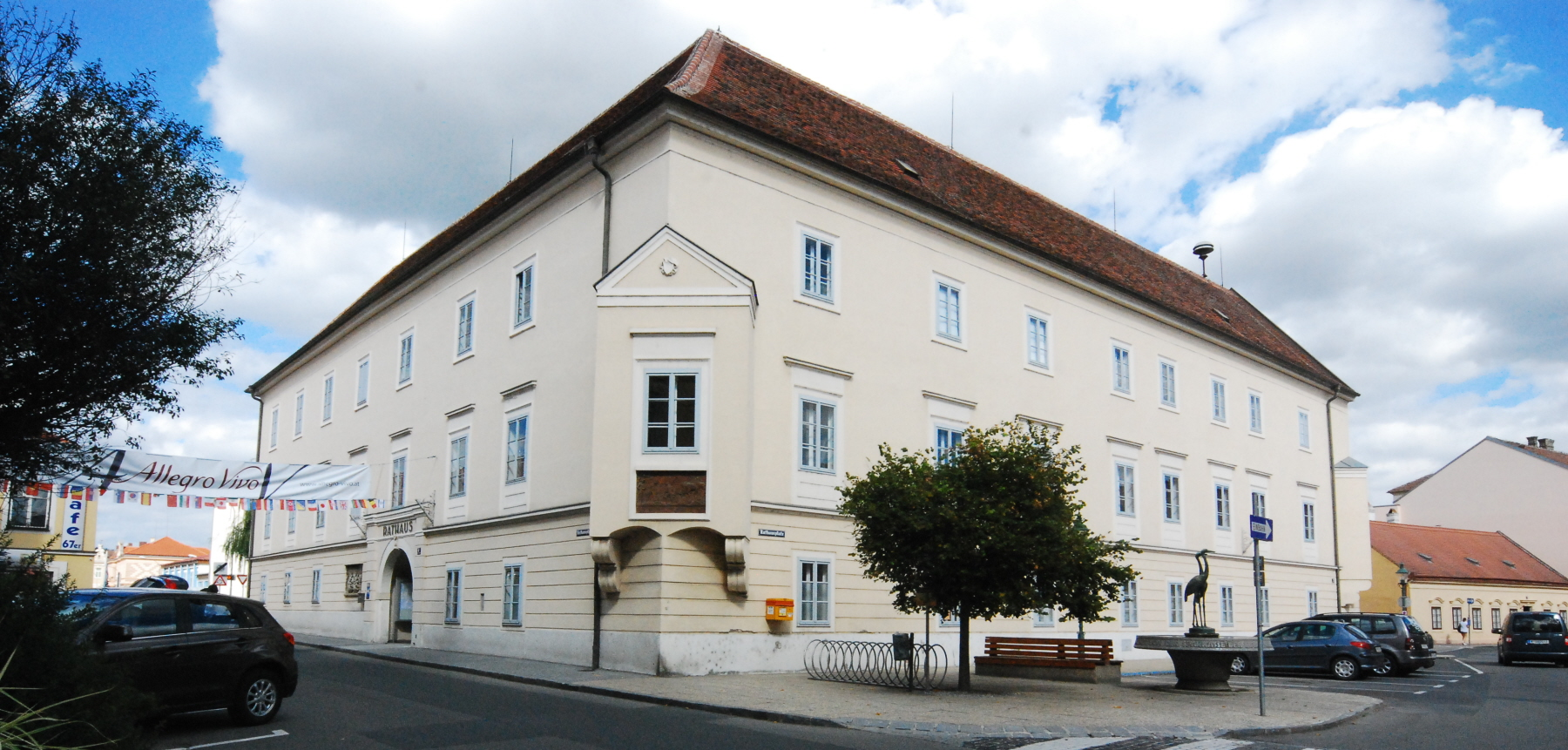
Turmhof, heute Rathaus von Horn (Niederösterreich)

Dem Stift waren auch mehrere Pfarreien inkorporiert, und zwar in Bayern Aidenbach, Alburg, Hartkirchen, Pocking und Mittich sowie in Österreich Alkoven, Grieskirchen, Münichreith, Neukirchen am Ostrong, Wimsbach, Roitham am Traunfall und Pollham. Nach der Auflösung des Klosters wurden diese zu eigenständigen Pfarreien, die zumeist noch von den Chorherren aus St. Nikola betreut wurden. Das Kloster Sankt Oswald war kurzfristig (1431–1563) von St. Nikola aus betreut, dann aber an die Benediktiner übergeben. Der letzte der Exchorherren, Isidor Alois Reisinger, starb am 8. Mai 1851 in Kirchdorf. Die vier Freihöfe des Klosters in den habsburgischen Ländern wurden von der niederösterreichischen Staatsgüterverwaltung eingezogen und später verkauft. Der wichtigste war wohl der Nikolaihof in Mautern an der Donau; der frühere Turmhof in Horn dient heute als Rathaus, ebenso sind der Klosterneuburger Hof in Klosterneuburg und der Freyhof zu Aschach an der Donau zu nennen.
Durch ein Erdbeben im Jahr 1348 wurde die Kirche zerstört. Darauf folgte ein gotischer Neubau auf dem alten Grundriss. Im Nord- und Ostteil des Klosters erbaute man eine spätgotische dreischiffige Hallenkirche sowie das jetzt als Klosterkapelle der Deutschordensfrauen verwendete frühere Refektorium. Von 1410 bis 1420 entstand der Turm.
Das Klostergebäude hatte in der Barockzeit mehreren Generationen von Bildhauern eine Heim- und Werkstatt geboten. Darunter waren u. a.  Joseph Matthias Götz und Joseph Deutschmann, zeitweilig war hier sogar die bedeutendste Werkstatt des Bildhauerwesens zwischen München und Wien angesiedelt. Die Klostergebäude erfuhren 1666 durch Carlo Antonio Carlone eine Überarbeitung im Barockstil und gruppieren sich um zwei große Höfe.

## Klosterkirche St. Nikola
Die Klosterkirche St. Nikola ist eine im Kern gotische, im Aussehen barocke Hallenkirche mit Kreuzarmen und gerade schließendem Chor. In ihrer jetzigen Erscheinung ist der Innenraum von St. Nikola das Ergebnis einer Barockisierung aus dem Jahr 1716 durch den Linzer Johann Michael Prunner und den Passauer Domkapitel-Maurermeister Jakob Pawanger. Das Langhaus hat vier Joche, der Chor zwei. Das westliche Joch wird von einer Orgelempore eingenommen, zwischen Schiff und Chor liegt die quadratische Vierung. Glatte Pilaster mit korinthischen, rosa gefärbten Kapitellen sind vor die Freipfeiler gestellt, die Mittelschiffpilaster sind höher. Die Vierungspfeiler sind durch Doppelpilaster verstärkt und abgeschrägt. Die Wölbungen sind im gesamten Innenraum barock: Langhaus, Querhäuser und Chor werden von Tonnen gedeckt, die Seitenschiffe von Hängekuppeln, die Kapellen von Quertonnen. Die Vierung wird von einer Flachkuppel gedeckt. Die Scheitelhöhen von Langhaus, Querhäusern und Chor sind annähernd gleich, die der Seitenschiffe sind niedriger.
Die Stuckaturen schuf Giovanni Battista d’Allio. Die Fresken stammen von Wolfgang Andreas Heindl aus Wels. Im Langhaus gruppieren sich drei Deckenbilder je Joch, sie thematisieren das Leben des hl. Nikolaus von Myra. In der Vierungskuppel wird Mariae Himmelfahrt gezeigt: Maria fährt getragen von Engeln inmitten einer theatralischen Säulenrotunde gen Himmel. Engel schweben herab, um die Gottesmutter zu krönen. Die beiden Chorfresken haben das Pfingstwunder und die Anbetung des Apokalyptischen Lamms zum Thema.
Nach der Säkularisation von 1803 und der Auflösung der Pfarrei St. Nikola (Auflösungstag war der 21. März 1803) verkaufte man die Barockausstattung der Kirche inklusive der Altäre an die Stadtpfarrkirche St. Johannes der Täufer von Vilshofen an der Donau, wo sie sich heute noch befindet.

## Spätere Nutzung

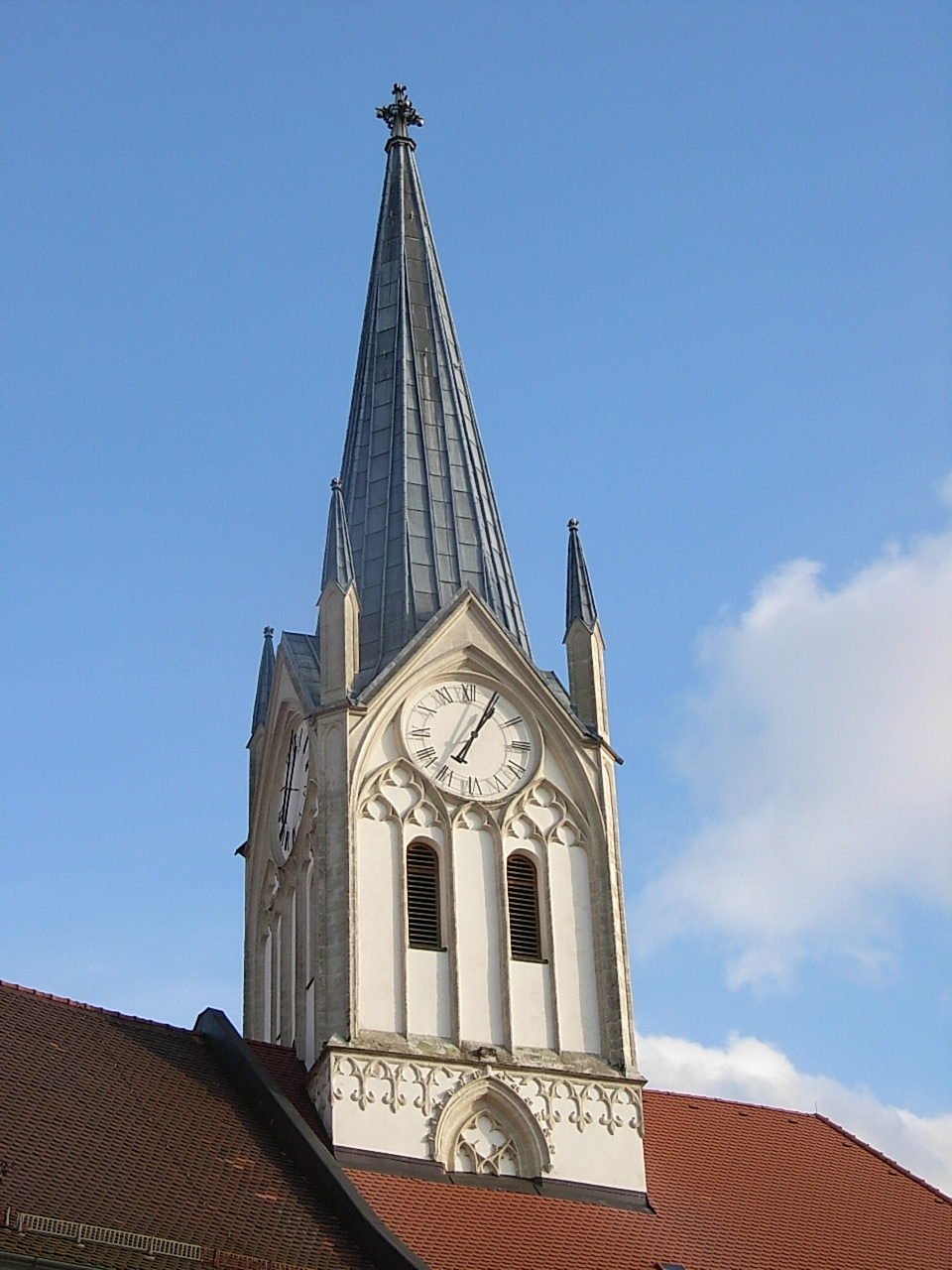
Der restaurierte Kirchturm

Die Bibliothek wurde auf die Hofbibliothek in München, die Universitätsbibliothek in Landshut und die Gymnasialbibliotheken in Straubing und Passau aufgeteilt.
1806 wurde das ehemalige Kloster von Kaiser Napoleon als Militärhospital beansprucht. Von 1809 bis 1945 waren dann in der Nikolai-Kaserne (ab 1938 als Somme-Kaserne bezeichnet) Soldaten stationiert. Bis heute erinnert daran der gegenüber liegende Kleine Exerzierplatz, in den der ehemalige Klostergarten umfunktioniert wurde. Die Kirche diente über all die Jahre als Lagerhalle für militärisches Gerät. Die Gemeinde St. Nikola kam am 3. Juni 1870 zu Passau.
Nach dem Zweiten Weltkrieg diente der Gebäudekomplex als Flüchtlingslager und später als Fachakademie für Sozialpädagogik. Ab 1972 zog in die Süd- und Westflügel die Universität Passau ein. Im Nord- und Osttrakt ist das Provinzialat der Deutsch-Ordens-Schwestern untergebracht. Diese unterhalten eine Fachakademie, einen Kindergarten und ein Altenheim. Nach tiefgreifenden Umbauarbeiten zwischen 1978 und 1980 wurde im Süd- und Westflügel des ehemaligen Klosters auch ein Teil der neugegründeten Universität Passau untergebracht.
Die Stadtpfarrei St. Nikola entstand 1959 erneut. Die ehemalige Stiftskirche dient heute als Pfarr- und Universitätskirche. Ihre Einrichtung ist größtenteils modern mit Werken von Wolf Hirtreiter, dazu gotische Gemälde und barocke Figuren. Der 1815 wegen Baufälligkeit abgebrochene Turm wurde von 1990 bis 1993 restauriert.
Die romanische Krypta von 1070 unter dem Chor wurde von 1974 bis 1979 wiederhergestellt. Sie besitzt gotische Fresken des 14. Jahrhunderts und eine gotische Sandsteinmadonna, bei der es sich um ein altes Gnadenbild handelt. Der Altar und das Sakramentshaus von Leopold Hafner sind modern.